# Faye Tozer
Faye Louise Tozer (Northampton, Northamptonshire, Inglaterra, 14 de noviembre de 1975) es una cantante y actriz británica, famosa por ser una de las tres cantantes femeninas colíderes del grupo pop británico Steps.

## Carrera

### Música
Steps fue un grupo pop que logró una serie de sencillos grabados entre 1997 y 2001. Su nombre se basó en un simple truco de marketing: cada uno de sus videos musicales se coreografió, y los pasos de baile se incluyeron en la mayoría de sus lanzamientos individuales. Steps se formó el 7 de mayo de 1997 y se separó el 26 de diciembre de 2001. En total, Steps vendió más de 25 millones de discos, incluidos 15 millones de álbumes, en todo el mundo.
Desde que Steps se separó el 26 de diciembre de 2001, Tozer regresó a las listas de éxitos una vez, a dúo con Russell Watson, a quien conoció en un concierto de Proms in the Park de BBC en 2001. Su sencillo en Reino Unido «Someone Like You» llegó al número 10 en mayo de 2002 y ella se unió a él en su extensa gira por el Reino Unido al mismo tiempo. En julio de 2006, Tozer apareció como vocalista invitada de Plastic Cinema en dos canciones: «Take Me Under» y «Any Minute Now».
Desde la ruptura de Steps, circulaban rumores de que se reunirían de una u otra forma. En 2009, el miembro de la banda Lee Latchford-Evans reveló que la banda había sido contactada para realizar una serie de conciertos. Insinuó que una reunión futura era posible, pero que «no es el momento adecuado en esta ocasión». En septiembre de 2011, Steps dijo en una entrevista con Digital Spy que creían que había una brecha en el mercado para su marca de «happy pop». Steps lanzó su Ultimate Collection el 10 de octubre de 2011, que se convirtió en el tercer álbum número uno de la banda. Más tarde, el anuncio de una gira por el área nacional se confirmó en 2012, seguido de la posibilidad de un nuevo álbum de estudio.

### Cine y teatro
Tozer ha disfrutado combinando una exitosa carrera de pop con obras de teatro y actuación. En 2004 realizó su debut profesional en el teatro musical en una gira nacional por el musical de una sola mujer Tell Me on a Sunday de Andrew Lloyd Webber. Ella y Patsy Palmer se alternaron en el papel. Después de su éxito musical inicial, Tozer fue invitada a una gira con el musical Love Shack, que también presentó a los excantantes pop Jon Lee y Noel Sullivan, y poco después fue invitada a protagonizar Jubilee Climax en una producción de Saucy Jack and the Space Vixens en The Venue Leicester Square en el West End de Londres.
En 2006 realizó una gira en una producción de Me and My Girl junto a Sylvester McCoy, actuó en la película Lady Godiva Back in the Saddle y apareció en el DVD de fitness de beneficencia The Allstar Workout. En 2007, Tozer apareció en una producción de Dial M for Murder y en octubre comenzó a hacer giras con la producción Over the Rainbow - the Eva Cassidy Story interpretando a Eva Cassidy. La gira continuó en 2008 y finalizó en noviembre. En Navidad de 2007, apareció en la pantomima Aladdin en el Teatro Real de Newcastle.
Durante la Navidad de 2008, Tozer jugó junto al finalista de The X Factor, Ray Quinn en Aladdin, en el Teatro de Broadway en Peterborough. Tozer ha filmado papeles en las películas independientes Kung Fu Flid y Mixed Up. En 2010, apareció en In The Spotlight - Songs From The Musicals, que completó una gira por el Reino Unido, dirigida por Karen Edwards y coreografiada por Tom Gribby. En diciembre de 2010 protagonizó Aladdin en el Teatro Grove en su ciudad natal de Dunstable junto a Sooty, Sweep y Richard Cadell.
En 2011, Tozer protagonizó junto a su colega miembro del grupo Steps, Ian "H" Watkins, en una gira por el Reino Unido de un nuevo musical llamado Rhinestone Mondays. El musical fue el primer «Country and Western» producido con Tozer interpretando el papel de Annie; el musical también fue protagonizado por Sean Williamson y Lyn Paul.
En 2013, Tozer protagonizó un nuevo musical llamado The Tailor-Made Man en el Arts Theatre en el West End de Londres durante un recorrido limitado de 8 semanas. El musical se basó en una historia real y ella interpretó el papel de la estrella del cine mudo Marion Davies.

### Televisión
El 13 de agosto de 2018, Tozer fue anunciada como una de las celebridades que competirán en la temporada 16 de Strictly Come Dancing, siendo emparejada con el bailarín profesional Giovanni Pernice. Ellos lograron llegar a la final de la competencia, pero terminaron en el segundo puesto junto con Ashley Roberts & Pasha Kovalev y Joe Sugg & Dianne Buswell, detrás de los ganadores Stacey Dooley & Kevin Clifton.

## Vida personal
En 2002, se casó con su viejo novio danés Jesper Irn en la Iglesia Prioral en  Dunstable, Bedfordshire. Se divorciaron después de cinco años.
El 24 de febrero de 2009, dio a luz a su primer hijo, llamado Benjamin Barrington Tozer-Smith. El 5 de diciembre de 2009, Tozer se casó con Michael Smith en una ceremonia en Beamish Hall, que fue televisada en un episodio de Celebrity Four Weddings.

## Discografía
| - Step One (1998) - Steptacular (1999) - Buzz (2000) - Light Up the World (2012) - Tears on the Dancefloor (2017) | - Gold: Greatest Hits (2001) - The Last Dance (2002) - The Ultimate Collection (2011) - The Platinum Collection (2012) - Steps Live! (2012) - The Ultimate Collection Tour Edition (2012) - 5-6-7-8: The Collection (2015) |

## Giras
- Step One Tour (1999)
- ...Baby One More Time Tour (1999) - Acto de apertura
- Next Step Tour (1999)
- Steptacular Tour (2000)
- Steps into Christmas Tour (2000)
- Gold Tour (2001)
- The Ultimate Tour (2012)
- Christmas With Steps (2012)
- Party on the Dancefloor (2017)